# Lucas Vázquez de Ayllón

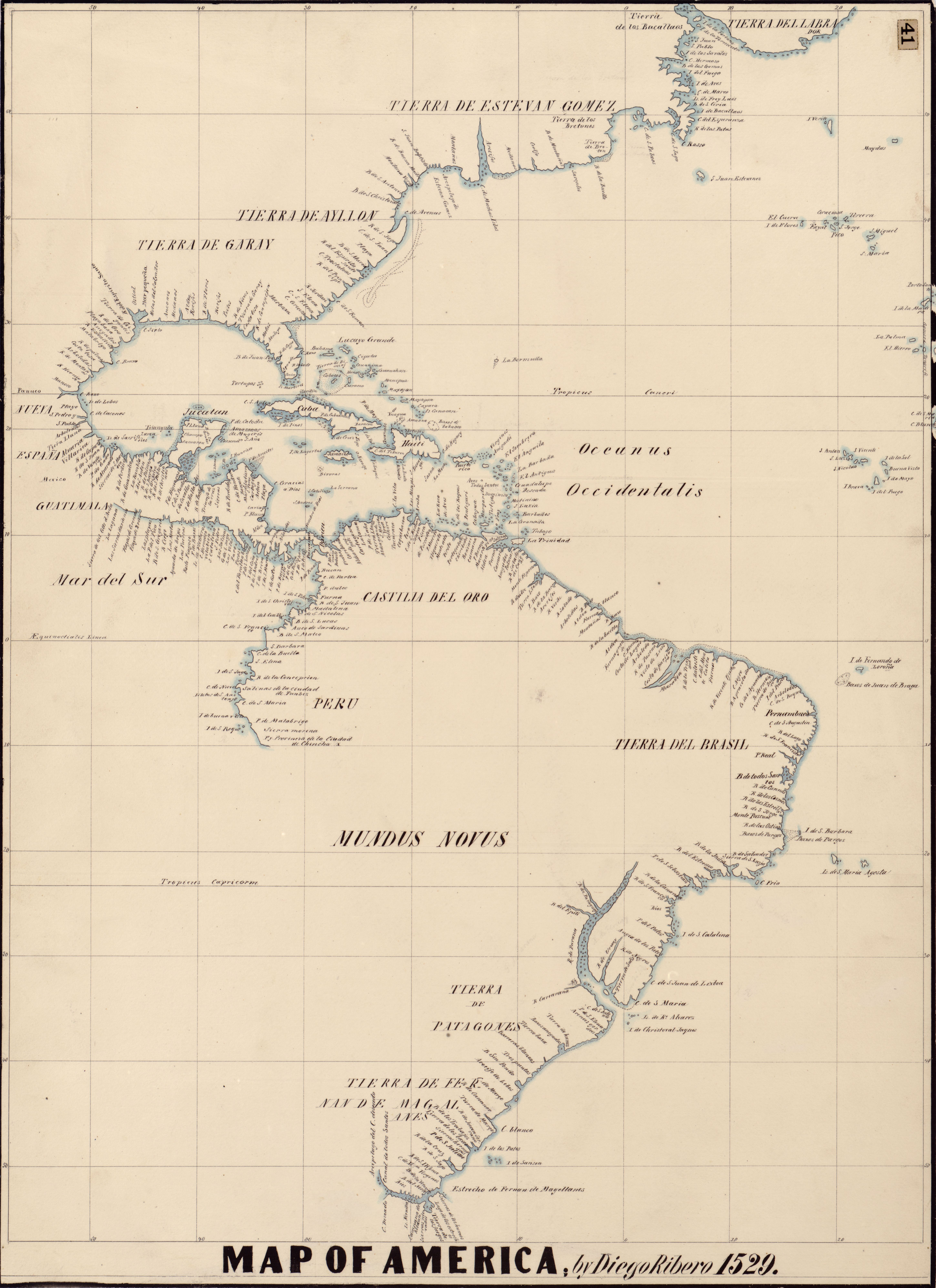
Detalj av karta över Amerikas kust av Diego Ribero från 1529, där den södra delen av Nordmerikas östkust benämns Tierra de Ayllon

Lucas Vázquez de Ayllón, född omkring 1480 i Toledo i Spanien, död 18 oktober 1526, var en spansk upptäcktsresande, som 1526 grundade den kortlivade kolonin  San Miguel de Gualdape i Nordamerika. Kolonin var ett av de första europeiska bosättningsförsöken i det som nu är USA.

## Yrkesbana
Lucas Vázquez de Ayllón föddes som yngsta son i en rik familj. Hans far var rådmannen Juan Vázquez de Ayllón and Inés de Villalobos. Han genomgick en  utbildning i juridik.
Nicolás de Ovando utsågs 1502 all guvernör över Hispaniola i Västindien och Ayllón följde med de Ovando dit. Han utsågs 1504 Ayllón till borgmästare i Concepción de La Vega. Ovando och hans närmaste medarbetare återkallades 1509 till Spanien för att genomgå en undersökning av deras styresperiod. Ayllón ställdes inför anklagelser om att ha olagligt berikat sig, men lyckades att framgångsrikt försvara sig. Efter att ha återkommit till Spanien, fortsatte han juridiska studier och tog motsvarigheten till en magisterexamen vid Salamancas universitet.
Kung Ferdinand var vid denna tidpunkt bekymrad över dålig kontroll överbesittningarna i Västindien och att den nye guvernören Diego Colón hade för stor makt. Han inrättade därför en appellationsdomstol (Real Audiencia) i Hispaniola. Lucas Vázquez de Ayllón utnämndes till en av de domarna i denna domstol. Han kom till Hispaniola 1512 och blev där en inflytelserik person. Omkring 1514 gifte han sig med Ana de Bezerra, som var dotter till en förmögen gruvägare. Han köpte en sockerplantage och engagerade sig i slavhandel.
Efter Ferdinands död 1516 blev kardinalen Francisco Jiménez de Cisneros regent för den unge Karl V. Han ville få slut på övergreppen på indianerna och avsatte Ayllón och de andra domarna 1517. Efter det att Cisneros avsatts som regent 1528, återinsattes domarna på sina ämbeten.

## Bosättningsförsök
Slavskepparen Pedro de Quejo hade efter en expedition till Nordamerikas östkust rapporterat om gynnsamma förhållanden där. Ayllón ingick under en vistelse i Spanien ett avtal med den spanska kronan 1523, vilket gav honom tillåtelse att grunda en bosättning på Nordamerikas östkust samt bedriva handel med urinvånarna där. Han återvände till Santo Domingo i slutet av 1524 och organiserade en expedition för att 1525 undersöka södra delen av kontinentens östkust. Huvudexpeditionen sändes ut året därpå. Den kortlivade kolonin San Miguel de Gualdape grundades formellt den 29 september 1526. Den överlevde mindre än tre månader. Efter det att Ayllón dött den 18 oktober 1526 av okänd sjukdom, föll projektet samman. De överlevande kolonisterna tvistade sinsemellan och i mitten av september beslöt de att överge kolonin. Av de 600-700 personer som kommit dit, överlevde bara 150 personer.
San Miguel de Gualdape var den första europeiska kolonin i nuvarande USA. Den grundades 39 år före St. Augustine i Florida (den första framgångsrikt etablerade kolonin), 61 år före Roanoke-kolonin i North Carolina och 81 år före Jamestown i Virginia.